# Dombóvári Vasúttörténeti Múzeum

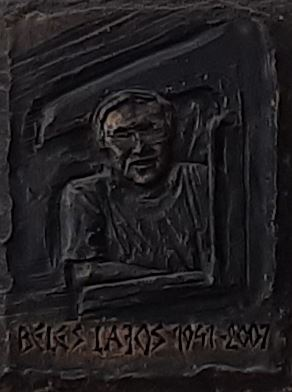
Beles Lajos kerámia portréja

A Dombóvári Vasúttörténeti Múzeum (Dombóvári Vasúti Gyűjtemény - Múzeum megálló, rövidítve: DVM) létrejöttét megelőzte Beles Lajos (Szőny, 1941 – Dombóvár, 2007) vasutas főművezető kezdeményezése, a vasúti gyűjtemény, amelyet kollégák, munkatársak és vasútbarátok gyűjtöttek össze. Az összegyűlt anyag a MÁV Magyar Államvasutak Zrt. Vontatási Főnökség épületében kapott helyet (1987-1988).

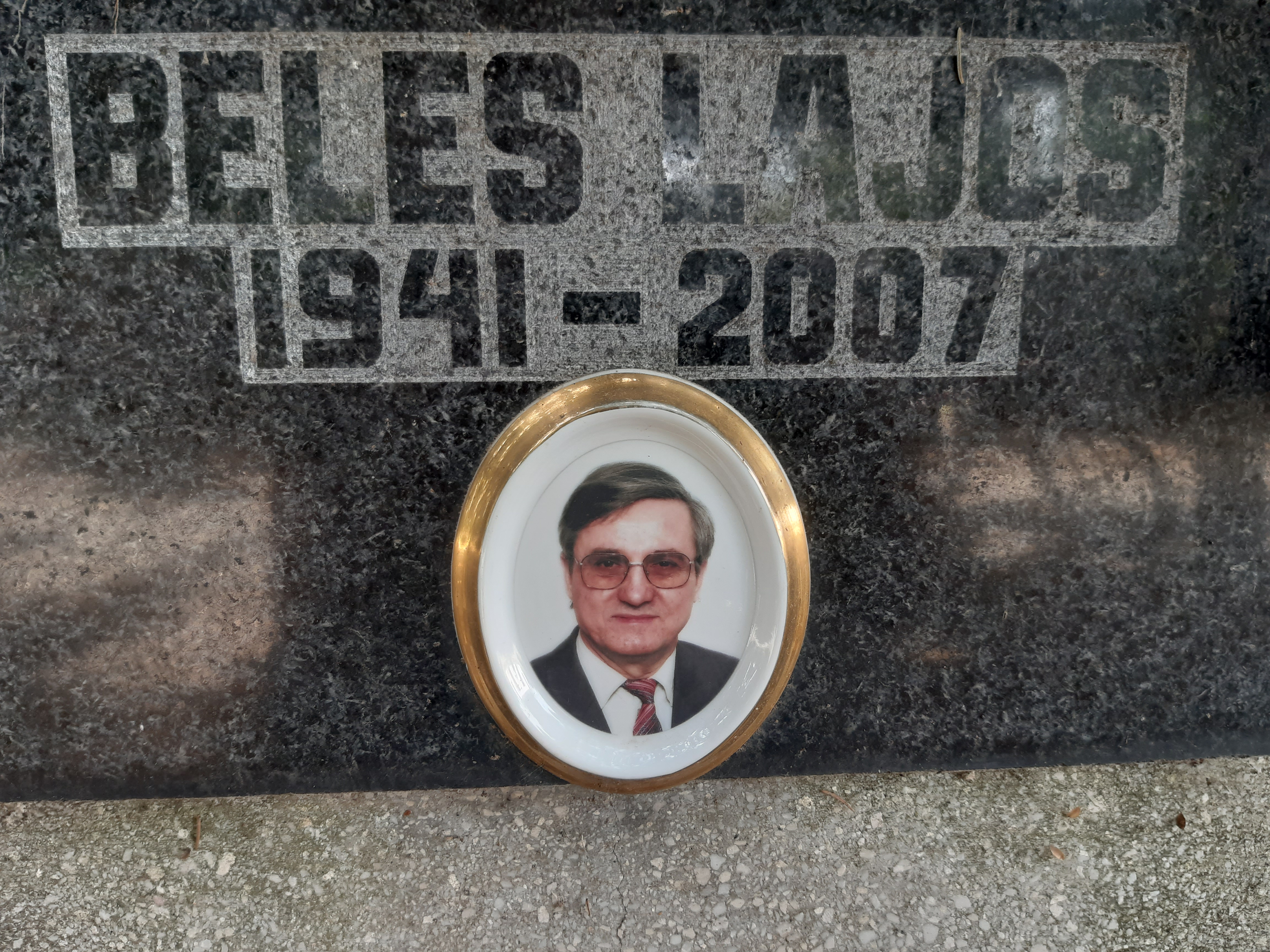

## Története
Az új kiállítás anyaga kinőtte a régi padlástéri bemutató helyszínét. Beles Lajos halálát követően  merült fel új helyszínként a Gyár utcában álló volt gazdasági vasút felvételi épülete. A Múzeumok Éjszakája 2008 rendezvénysorozat keretén belül meg is nyitott a kiállítás, melynek helyszínét Dombóvár Város Önkormányzata biztosította. A gyűjtemény anyaga ideiglenesen raktárba került, mert a gazdasági épület más funkciót kapott. A gyűjtemény ismét költözött, az akkori zeneiskola pincéjébe (volt LÉGÓ pince) a Múzeumok Éjszakája 2009 fő eseményeként került bemutatásra. A pincétől szárazabb helyiségre volt szükség, mert a bemutatandó tárgyak, iratok tönkrementek volna a nedvesség miatt. 2013. május 9-én írta alá  a  MÁV és a Dombóvári Városszépítő és Városvédő Közhasznú Egyesület a bérleti szerződést az óvóhely használatára vonatkozóan. A volt vasúti irányító központban a Múzeumok Éjszakája 2013 kapcsán megtörtént a Dombóvári Vasúttörténeti Múzeum anyagának első bemutatása. A múzeum első vezetője Kertész Tamás lett.
A vasúti gyűjtemény gerince: mozdonytáblák, oktatási eszközök, mozdonyórák, különböző szakkönyvek, utasítások, egyéb szolgálati iratok; elsősorban a Vontatási Főnökség munkájához, múltjához kapcsolódnak. Ez az anyag folyamatosan bővül más főnökségek anyagával pl: Fatelítő, Osztószertár Főnökség, az adományozóknak köszönhetően több vasúti területet érintő tárgyakkal (pl: mozdony-kocsilámpák, szakkönyvek, személyes iratok, igazolványok, munkaruházat, alaprajzok stb.)

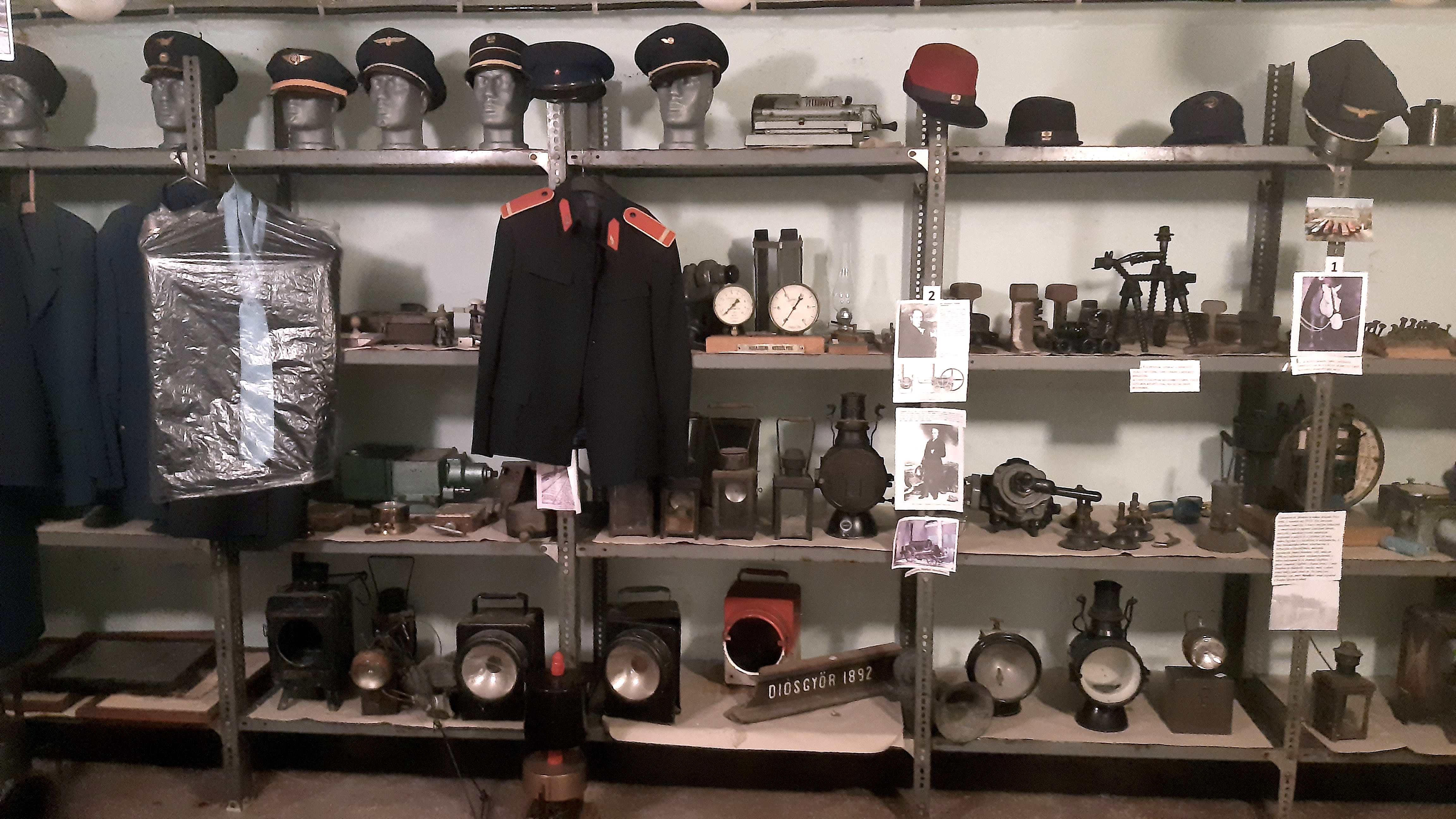
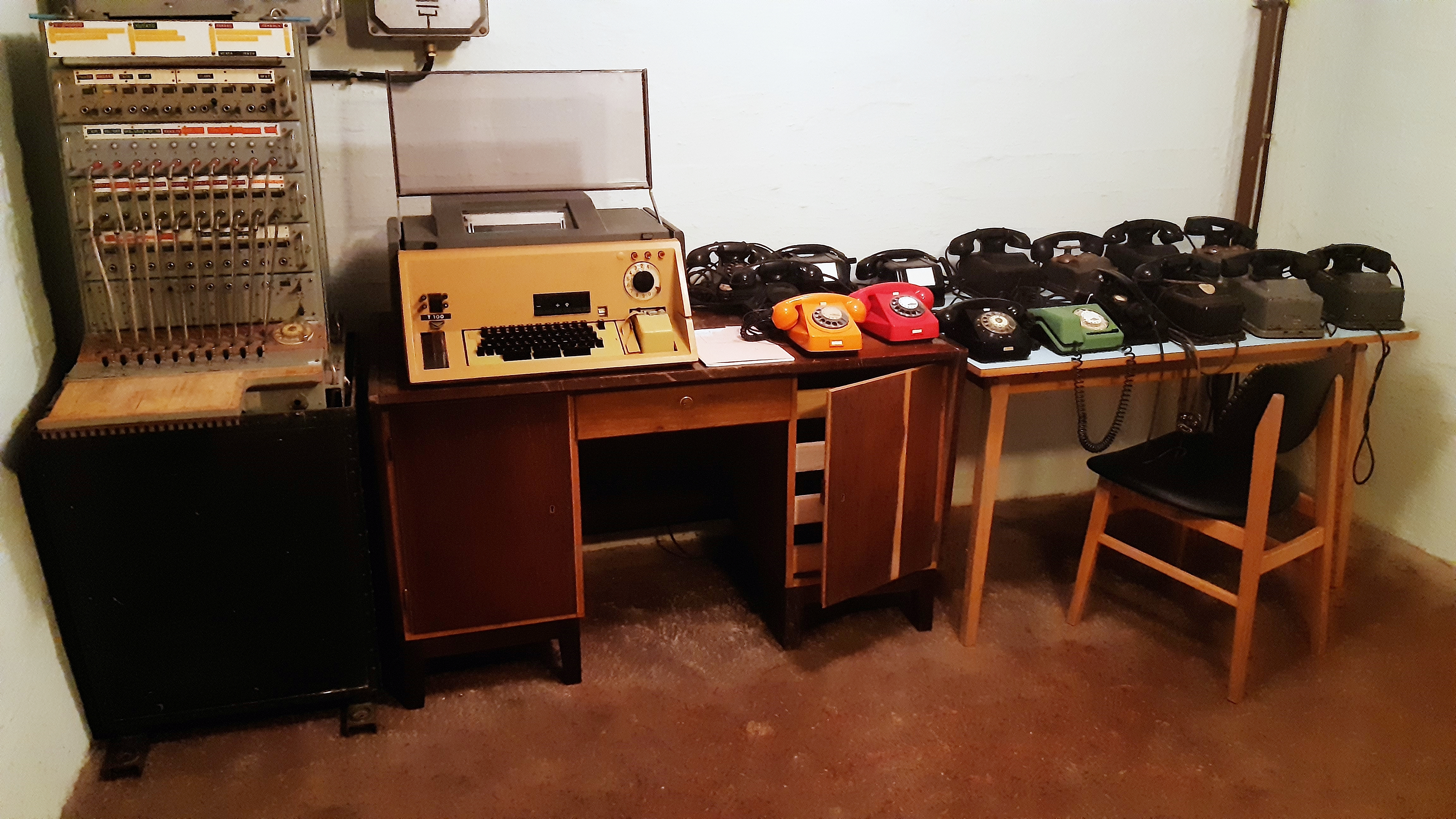
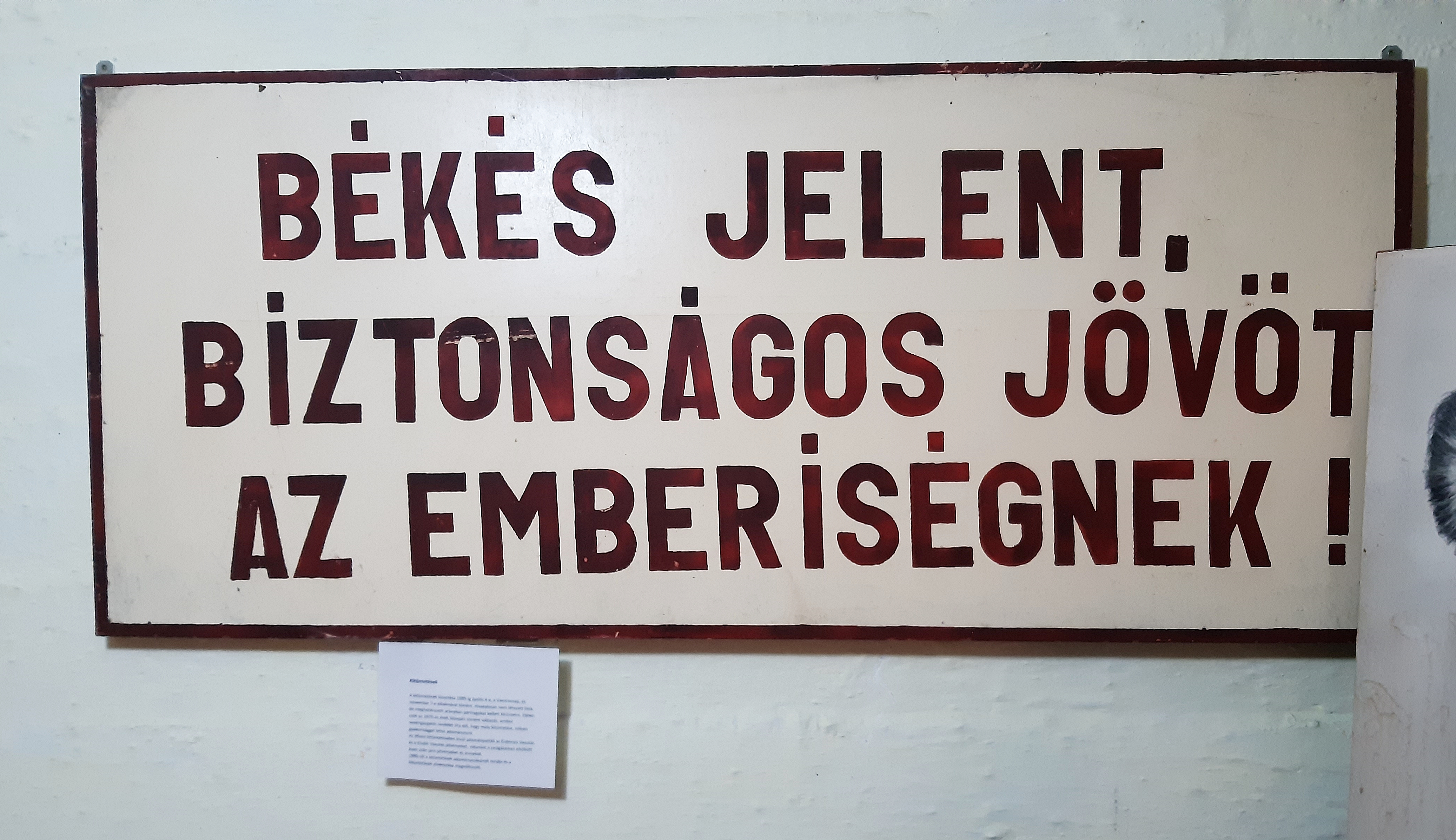